# Peperomia kipahuluensis
Peperomia kipahuluensis är en pepparväxtart som beskrevs av St. John & Lamoureux. Peperomia kipahuluensis ingår i släktet peperomior, och familjen pepparväxter. Inga underarter finns listade i Catalogue of Life.